# Liste der Bodendenkmale in Zeuthen
Die Liste der Bodendenkmale in Zeuthen enthält alle Bodendenkmale der brandenburgischen Gemeinde Zeuthen und ihrer Ortsteile. Grundlage ist die Veröffentlichung der Landesdenkmalliste mit dem Stand vom 31. Dezember 2017. Die Baudenkmale sind in der Liste der Baudenkmale in Zeuthen aufgeführt.
|   | Gemarkung                | Flur         | Kurzansprache                                     | Bodendenkmalnummer | Bemerkung | Bild |
| - | ------------------------ | ------------ | ------------------------------------------------- | ------------------ | --------- | ---- |
| 1 | Miersdorf, Wildau (Lage) | 15, 17, 1, 2 | Siedlung römische Kaiserzeit, Siedlung Bronzezeit | 12840              |           |      |